# Чемпионат Испании по волейболу среди женщин
Чемпионат Испании по волейболу среди женщин — ежегодное соревнование женских волейбольных команд Испании. Проводится с 1970 года.
Соревнования проводятся в четырёх дивизионах — Суперлиге, Суперлиге-2, 1-м и 2-м дивизионах. Организатором чемпионатов является Королевская испанская федерация волейбола (Real Federacion Espanola de Voleibol).

## Формула соревнований (Суперлига)
Чемпионат 2024/2025 в Суперлиге включал два этапа — предварительный и плей-офф. На предварительной стадии команды играли в два круга. 8 лучших вышли в плей-офф и далее по системе с выбыванием определили финалистов, которые разыграли первенство. Серии матчей плей-офф проводились до двух (четвертьфинал и полуфинал) и до трёх (финал) побед одного из соперников. 
За победы со счётом 3:0 и 3:1 команды получают 3 очка, 3:2 — 2 очка, за поражение со счётом 2:3 — 1 очко, 0:3 и 1:3 — 0 очков.
В чемпионате 2024/25 в Суперлиге участвовали 12 команд: «Хайдельберг» (Лас-Пальмас), «Аварка де Менорка» (Сьюдадела), «Гран-Канария» (Лас-Пальмас), «Уникаха-Андалусия» (Дос-Эрманас), «Аро Риоха» (Аро), «Сайре Ла-Бальена» (Лас-Пальмас), «Кьеле» (Сокуэльямос), «Тенерифе Либбис Ла-Лагуна» (Ла-Лагуна), «Сан-Кугат» (Сан-Кугат-дель-Вальес), «Ареналь Эмеве» (Луго), «Мадрид Шамбери» (Мадрид), «Барса» (Барселона). Чемпионский титул выиграл «Хайдельберг», победивший в финальной серии команду «Аварка де Менорка» 3-1 (3:1, 3:1, 1:3, 3:1). 3-е место заняла команда «Гран-Канария».

## Призёры
| Сезон     | 1-е место                                         | 2-е место                                         | 3-е место                                         |
| --------- | ------------------------------------------------- | ------------------------------------------------- | ------------------------------------------------- |
| 1969/70   | «Медина» Барселона                                | «Медина» Мадрид                                   | «Медина» Хихон                                    |
| 1970/71   | «Медина» Мадрид                                   | «Медина» Барселона                                | «Медина» Хихон                                    |
| 1971/72   | «Медина» Хихон                                    | «Медина» Мадрид                                   | «Медина» Барселона                                |
| 1972/73   | «Медина» Мадрид                                   | «Медина» Барселона                                | «Медина» Виго                                     |
| 1973/74   | «Медина» Барселона                                | «Медина» Мадрид                                   | «Медина» Хихон                                    |
| 1974/75   | «Медина» Барселона                                | «Медина» Виго                                     | «Медина» Мадрид                                   |
| 1975/76   | «Медина» Хихон                                    | «Медина» Барселона                                | «Торрелавега»                                     |
| 1976/77   | «Медина» Мадрид                                   | «Торрелавега»                                     | «Лонгчамп» Хихон                                  |
| 1977/78   | «Лонгчамп» Хихон                                  | «Торрелавега»                                     | «Корнелья» Корнелья-де-Льобрегат                  |
| 1978/79   | «Торрелавега»                                     | «Сан-Кугат» Сан-Кугат-дель-Вальес                 | «Корнелья» Корнелья-де-Льобрегат                  |
| 1979/80   | «Корнелья» Корнелья-де-Льобрегат                  | «Торрелавега»                                     | «Аркитектура» Мадрид                              |
| 1980/81   | «Академия Университарио» Севилья                  | «Корнелья» Корнелья-де-Льобрегат                  | «Сан-Кугат» Сан-Кугат-дель-Вальес                 |
| 1981/82   | «Корнелья» Корнелья-де-Льобрегат                  | «Академия Университарио» Севилья                  | «Испано-Франсез» Барселона                        |
| 1982/83   | «Аркитектура» Мадрид                              | «Эспаньол-Корнелья» Корнелья-де-Льобрегат         | «Испано-Франсез» Барселона                        |
| 1983/84   | «Аркитектура» Мадрид                              | «Испано-Франсез» Барселона                        | «Эспаньол-Корнелья» Корнелья-де-Льобрегат         |
| 1984/85   | «Эспаньол-Корнелья» Корнелья-де-Льобрегат         | «Аркитектура» Мадрид                              | «Тирма Лас-Пальмас» Лас-Пальмас                   |
| 1985/86   | «Тормо-Барбера» Хатива                            | «Эспаньол-Корнелья» Корнелья-де-Льобрегат         | «Сан-Хуан» Сан-Хуан-де-Аликанте                   |
| 1986/87   | «Тормо-Барбера» Хатива                            | «Эспаньол-Корнелья» Корнелья-де-Льобрегат         | «Гранингас Санта-Колома» Санта-Колома-де-Граменет |
| 1987/88   | «Эспаньол» Корнелья-де-Льобрегат                  | «Тормо-Барбера» Хатива                            | «Аманесер Алькоркон» Алькоркон                    |
| 1988/89   | «Аперитивос-Медина» Мадрид                        | «Тормо-Барбера» Хатива                            | «Эспаньол» Корнелья-де-Льобрегат                  |
| 1989/90   | «Тормо-Барбера» Хатива                            | «Аперитивос-Медина» Мадрид                        | «Афелса Сеур» Ла-Лагуна                           |
| 1990/91   | «Эспаньол» Корнелья-де-Льобрегат                  | «Аманесер Алькоркон» Алькоркон                    | «Афелса Лос-Компадрес» Ла-Лагуна                  |
| 1991/92   | «Афелса Лос-Компадрес» Ла-Лагуна                  | «Эспаньол» Корнелья-де-Льобрегат                  | «Портуэнсе» Эль-Пуэрто-де-Санта-Мария             |
| 1992/93   | «Мурсия»                                          | «Аманесер Алькоркон» Алькоркон                    | «Телико Алькоркон» Алькоркон                      |
| 1993/94   | «Мурсия»                                          | «Алькоркон»                                       | «Лос-Компадрес» Ла-Лагуна                         |
| 1994/95   | «Мурсия»                                          | «Продуктос Руис» Альбасете                        | «Каха Авила» Авила                                |
| 1995/96   | «Альбасете»                                       | «Тенерифе» Ла-Лагуна                              | «Каха Авила» Авила                                |
| 1996/97   | «Конструксьонес Маричаль» Ла-Лагуна               | «Альбасете»                                       | «Универсидад де Гранада» Гранада                  |
| 1997/98   | «Конструксьонес Маричаль» Ла-Лагуна               | «Универсидад де Гранада» Гранада                  | «Каха Авила» Авила                                |
| 1998/99   | «Конструксьонес Маричаль» Ла-Лагуна               | «Плаяс де Бенидорм» Бенидорм                      | «Универсидад де Гранада» Гранада                  |
| 1999/2000 | «Конструксьонес Маричаль» Ла-Лагуна               | УКАМ Мурсия                                       | «Универсидад де Гранада» Гранада                  |
| 2000/01   | «Тенерифе Маричаль» Ла-Лагуна                     | «Универсидад де Гранада» Гранада                  | «Конструксьонес Дамеса» Бургос                    |
| 2001/02   | «Тенерифе Маричаль» Ла-Лагуна                     | «Отель Кантур» Лас-Пальмас                        | «Каха Авила» Авила                                |
| 2002/03   | «Отель Кантур» Лас-Пальмас                        | «Тенерифе Маричаль» Ла-Лагуна                     | «Универсидад де Бургос» Бургос                    |
| 2003/04   | «Тенерифе Маричаль» Ла-Лагуна                     | «Отель Кантур» Лас-Пальмас                        | «Каха Авила» Авила                                |
| 2004/05   | «Тенерифе Маричаль» Ла-Лагуна                     | «Отель Кантур» Лас-Пальмас                        | «Альбасете»                                       |
| 2005/06   | «Тенерифе Маричаль» Ла-Лагуна                     | «Отель Кантур» Лас-Пальмас                        | «Групо-2002» Мурсия                               |
| 2006/07   | «Групо-2002» Мурсия                               | «Тенерифе Маричаль» Ла-Лагуна                     | «Альбасете»                                       |
| 2007/08   | «Групо-2002» Мурсия                               | «Икаро Пальма» Пальма                             | «Тенерифе Маричаль» Ла-Лагуна                     |
| 2008/09   | «Групо-2002» Мурсия                               | «Пальма»                                          | «Валериано Альес Менорка» Сьюдадела               |
| 2009/10   | «Хампер Агуэре» Ла-Лагуна                         | «Валериано Альес Менорка» Сьюдадела               | «Универсидад де Бургос» Бургос                    |
| 2010/11   | «Валериано Альес Менорка» Сьюдадела               | «Атлетико» Мурсия                                 | «Хампер Агуэре» Ла-Лагуна                         |
| 2011/12   | «Валериано Альес Менорка» Сьюдадела               | «Аро Риоха» Аро                                   | «Нучар Мурильо» Мурильо-де-Рио-Леса               |
| 2012/13   | «Аро Риоха» Аро                                   | «Нучар Мурильо» Мурильо-де-Рио-Леса               | УКАМ Мурсия                                       |
| 2013/14   | «Эмбалахес Бланко Мурильо» Мурильо-де-Рио-Леса    | «Лидернет» Памплона                               | «Барса» Барселона                                 |
| 2014/15   | «Натурхаус Сьюдад де Логроньо» Логроньо           | «Лидернет» Памплона                               | «Агуэре» Ла-Лагуна                                |
| 2015/16   | «Натурхаус Сьюдад де Логроньо» Логроньо           | «Фигаро Пелукерос Арис» Ла-Лагуна                 | «Аро Риоха» Аро                                   |
| 2016/17   | «Натурхаус Сьюдад де Логроньо» Логроньо           | «Фигаро Пелукерос Арис» Ла-Лагуна                 | «Аро Риоха» Аро                                   |
| 2017/18   | «Минис Арлуй Логроньо» Логроньо                   | «Фачадас Димуроль» Ла-Лагуна                      | «Арона Тенерифе Сур» Арона                        |
| 2018/19   | «Минис Арлуй Логроньо» Логроньо                   | «Барса» Барселона                                 | «Фил Воллей Алькобендас» Алькобендас              |
| 2019/20   | Из-за пандемии COVID-19 чемпионат не был завершён | Из-за пандемии COVID-19 чемпионат не был завершён | Из-за пандемии COVID-19 чемпионат не был завершён |
| 2020/21   | «ИБСА-Пальмас Гран-Канария» Лас-Пальмас           | «Фил Воллей Алькобендас» Алькобендас              | «Саная Либбис Ла-Лагуна» Ла-Лагуна                |
| 2021/22   | «Саная Либбис Ла-Лагуна» Ла-Лагуна                | «Гран-Канария» Лас-Пальмас                        | «Кьеле» Сокуэльямос                               |
| 2022/23   | «Гран-Канария» Лас-Пальмас                        | «Тенерифе Либбис Ла-Лагуна» Ла-Лагуна             | «Аварка де Менорка» Сьюдадела                     |
| 2023/24   | «Гран-Канария» Лас-Пальмас                        | «Аварка де Менорка» Сьюдадела                     | «Тенерифе Либбис Ла-Лагуна» Ла-Лагуна             |
| 2024/25   | «Хайдельберг» Лас-Пальмас                         | «Аварка де Менорка» Сьюдадела                     | «Гран-Канария» Лас-Пальмас                        |